# ماركسية تحليلية
الماركسية التحليلية هي منهج في النظرية الماركسية كان بارزا بين الفلاسفة وعلماء الاجتماع الناطقين باللغة الإنجليزية خلال 1980ات. ارتبط بشكل أساسي مع مجموعة سبتمبر  الأكاديمية، التي سميت بذلك بسبب اجتماعاتها التي كانت تقام مرة بالسنتين في سبتمبر لمناقشة الاهتمامات المشتركة. وصفت المجموعة منهجها بأنه «ماركسية مجردة من الهراء»، وتميزت المجموعة بحسب وصف ديفيد ميلر «[ب]تفكير واضح ودقيق حول الأسئلة التي عادة ما يغطيها ضباب الأيديولوجية.» أبرز أعضاء المجموعة جيرالد كوهين، جون رومر، جون إلستر، آدم برزيفورسكي، إريك أولين رايت، هليل شتاينر، فيليب فان باريجس.
يسعى أعضاء هذه المدرسة إلى تطبيق تقنيات الفلسفة التحليلية، إلى جانب الأدوات الحديثة في العلوم الاجتماعية مثل نظرية الاختيار العقلاني من أجل توضيح نظريات كارل ماركس وخلفائه. أشهر أعضاء  هذه المدرسة هو الفيلسوف جيرالد كوهين من جامعة أكسفورد، الذي ساعد كتابه نظرية كارل ماركس للتاريخ: دفاع (1978) في إنشاء هذه المدرسة. في هذا الكتاب، حاول كوهين تطبيق أدوات المنطق والتحليل اللغوي في الكشف والدفاع عن مفهوم ماركس المادي للتاريخ. من بين الماركسيين تحليليين البارزين الآخرين الخبير الاقتصادي جون رومر، الباحث الاجتماعي جون إلستر، عالم الاجتماع إريك أولين رايت. كل هؤلاء الأشخاص حاولوا البناء على أعمال كوهين من خلال تسخير الوسائل الحديثة في العلوم الاجتماعية، مثل نظرية الاختيار العقلاني، بالإضافة لاستخدام تقنيات كوهين في التحليل الفلسفي لتفسير نظرية ماركس.
كوهين نفسه انخرط في وقت لاحق مباشرة بالفلسفة السياسية الرولسية في محاولة لدفع نظرية عدالة اشتراكية تقف على النقيض من الماركسية التقليدية والنظريات التي قدمها الفلاسفة السياسيون من أمثال اليساري الليبرالي جون رولس والليبرالي اليميني روبرت نوزيك على وجه الخصوص، وهو يشير إلى مبدأ ماركس «من كل حسب قدرته إلى كل حسب حاجته.»

## البدايات
يعتقد أن الماركسية التحليلية بدأت مع نشر كتاب جيرالد كوهين نظرية كارل ماركس للتاريخ: دفاع (1978). كانت الغاية من كتاب كوهين، منذ البداية، الدفاع عن المادية التاريخية. قام كوهين بإعادة بناء المادية التاريخية بدأب من خلال قراءة متأنية لنصوص ماركس، بهدف توفير الرواية الشحيحة الأكثر تماسكا منطقيا. يعتبر كوهين منهج ماركس المادي التاريخي بأنها نظرية حتمية تكنولوجية، تفسر فيها علاقاتِ الإنتاج وظيفيا قوى الإنتاج المادية، تفسر فيها المؤسساتِ السياسية والقانونية («البنية الفوقية») وظيفيا علاقاتُ الإنتاج («القاعدة»). الانتقال من نمط إنتاج إلى آخر تدفعها نزعة القوى المنتجة للتنمية. يعيد كوهين هذا الميل بالرجوع إلى الطابع العقلانية للجنس البشري: حيثما الفرصة لتبني المزيد من التكنولوجيا الإنتاجية وبالتالي تقليل عبء العمل، سوف يميل البشر إلى انتهازها. وهكذا، يمكن فهم التاريخ البشري على أنه سلسلة من الخطوات العقلانية التي تزيد قوة الإنسان الإنتاجية.

## النظرية

### الاستغلال
في نفس الفترة التي عمل فيها كوهين على نظرية كارل ماركس للتاريخ، كان الخبير الاقتصادي الأمريكي جون رومر يوظف الاقتصاد النيو-كلاسيكي في محاولة للدفاع عن المفاهيم الماركسية للاستغلال والطبقة. في كتابه نظرية عامة عن الاستغلال والطبقة (1982)، استخدم رومر الاختيار العقلاني ونظرية الألعاب من أجل إظهار كيف ينشأ الاستغلال والعلاقات الطبقية خلال نمو سوق العمل. سيذهب رومر إلى حد رفض فكرة أن نظريات قيمة العمل ضرورية لشرح الاستغلال الطبقي. يمكن شرح القيمة مبدئيا بواسطة أي فئة من مدخلات السلع مثل النفط والقمح وغيرها، بدلا من أن تشرح حصرا بأنها تجسيد لقوة العمل. وصل رومر إلى الاستنتاج بأن الاستغلال والطبقات  ولدت ليس في مجال الإنتاج بل من التبادل في السوق. بشكل ملحوظ، لكونه تصنيفا تقنيا بحت، فالاستغلال ليس دوما خاطئا أخلاقيا  (راجع قسم العدالة أدناه).

### ماركسية الاختيار العقلاني
في منتصف 1980ات، اعتبرت «الماركسية التحليلية» بأنها «نموذج فكري». لقد كانت مجموعة سبتمبر تقيم اجتماعاتها منذ عدة سنوات، ونشرت سلسلة من النصوص بقلم أعضائها. العديد منها صدرت ضمن سلسلة مطبعة جامعة كامبريدج «دراسات في الماركسية وفي النظرية الاجتماعية»، بما في ذلك كتاب جون إلستر إدراك فحوى ماركس (1985) وكتاب آدم برزفورسكي الرأسمالية والديمقراطية الاجتماعية (1985). كان هذان المؤلفان من بين الأكثر إثارة للجدل بسب منهجيتهما، بالإضافة إلى رومر، بسبب استخدام نماذج الفاعل العقلاني. لم يكن الماركسيين التحليليين هم ماركسيو الاختيار العقلاني على أي حال.

#### جون إلستر
قام إلستر بحرث شامل لنصوص ماركس من أجل التحقق مما يمكن إنقاذه من الماركسية موظفا أدوات نظرية الاختيار العقلاني والفردية المنهجية (التي دافع عنها إلستر قائلا أنها أسلوب التأويل الوحيد المناسب للعلوم الاجتماعية). وخلص إلى أنه – بعكس كوهين – لا يمكن إنقاذ أي نظرية عامة للتاريخ بصفته تطور للقوى المنتجة. رفض إلستر، مثل رومر، نظرية قيمة العمل، وعمليا كل نظريات ماركس الاقتصادية. هاجم «الجدلية» بضراوة معتبرا إياها شكلا من أشكال الظلامية الهيغلية.[بحاجة لتوضيح] نظرية الأيديولوجيا والثورة بقيت تعتبر مفيدة إلى حد ما، ولكن فقط بعد تطهيرها من الميول نحو كلانية والوظيفية وأنشئت على أساس منهجية فردية وتفسير سببي أو متعمد.

#### برزيفورسكي
يستخدم كتاب برزيفورسكي الاختيار العقلاني ونظرية الألعاب من أجل إثبات أن الاستراتيجيات الثورية التي اعتمدها الاشتراكيون في القرن العشرين كان من الأرجح أن تؤول إلى الفشل، لأن مصلحة العمال العقلانية كانت بالسعي لإصلاح الرأسمالية من خلال تحقيق الاعتراف بالنقابات وتحسين الأجور والظروف المعيشية، بدلا من اعتماد إستراتيجية الثورة المحفوفة بالمخاطر. من الواضح تأثر كتاب برزيفورسكي من التفسيرات الاقتصادية للسلوك السياسي التي قدمها المفكرون مثل أنطوني داونز (نظرية اقتصادية للديمقراطية، 1957) ومانكور أولسون (منطق العمل الجماعي، 1965).[بحاجة لمصدر]

### العدالة
كانت لماركسيون التحليليون (وماركسيو التحليل العقلاني) مجموعة متنوعة من الميول السياسية اليسارية، بدءا من الشيوعية إلى الديمقراطية الاجتماعية الإصلاحية. خلال الثمانينيات، بدأ معظمهم بالاعتقاد بأن الماركسية كنظرية قادرة على تفسير الثورة بواسطة الديناميات الاقتصادية للرأسمالية والمصالح الطبقية للبروليتاريا قد أثبطت بشكل كبير. وقد اتفقوا إلى حد كبير على أن العمل على تحويل الرأسمالية كان مشروعا أخلاقيا. وخلال الثمانينات، نشأ نقاش داخل الأوساط الأكاديمية الناطقة بالإنكليزية حول ما إذا كانت الماركسية قادرة على استيعاب نظرية للعدالة. كان هذا النقاش مرتبطا بشكل واضح بإحياء الفلسفة السياسية المعيارية بعد نشر كتاب جون رولس نظرية العدالة (1971). وظل بعض المعلقين معادين لفكرة نظرية ماركسية للعدالة، بحجة أن ماركس رأى «العدالة» أكثر من مجرد بنية إيدولوجية برجوازية صُمِّمت لتبرير الاستغلال بالإشارة إلى المعاملة بالمثل في عقد الأجور.
غير أن الماركسيين التحليليين رفضوا إلى حد كبير وجهة النظر هذه. وجادلوا بقيادة جيرالد كوهين (الذي كان فيلسوفا أخلاقيا بتأهيله الأكاديمي)، أن على النظرية الماركسية للعدالة أن تركز على المساواتية. بالنسبة لكوهين، كان هذا يعني الاشتباك مع الفلسفة الأخلاقية والسياسية من أجل إظهار الظلم في تبادل السوق، وبناء مقياس مساواة مناسب. تطرح هذه الحجة في كتب كوهين، الملكية الذاتية، الحرية والمساواة (1995)، وإن كنت مساواتيا لِمَ أنت غني جدا؟ (2000B).
يخالف كوهين الماركسيين الذين سبقوه عندما يجادل أن الرأسمالية نظام يتميز بالاستغلال الجائر ليس لأن عمل العمال «سرقه» أرباب العمل، بل لأنه نظام ينتهك فيه «الاستقلال الذاتي» ويؤدي إلى توزيع غير منصف للمنافع والأعباء. بحسب الماركسية التقليدية، يحدث الاستغلال والظلم لأن الذين لا يعملوا يصادرون القيمة التي ينتجها عمل العمال. وسيتم التغلب على ذلك في مجتمع اشتراكي لا تملك فيه أي طبقة وسائل الإنتاج فتكون في وضع يمكنها من أن تصادر القيمة التي ينتجها العمال. ويؤكد كوهين أن أساس هذه الرؤية هو الافتراض بأن العمال لديهم «حقوق الملكية الذاتية» على أنفسهم، وبالتالي، ينبغي أن «يمتلكوا» ما ينتجونه في عملهم. ولأن العامل يدفع له أجر أقل من القيمة التي يخلقها من خلال العمل، يقال إن الرأسمالي يستخرج فائض القيمة من عمل العامل، وبالتالي يسرق جزء مما ينتجه العامل، وقت العامل، وقوة العامل.
يجادل كوهين أن مفهوم الملكية الذاتية موات لمبدأ الفرقية عند رولس لأنه يضمن «حقوق كل شخص على كفاءته وقواه» - أي أنه يعامل دوما على أنه غاية وليس وسيلة - ولكنه يسلط الضوء أيضا على محوريته توفر مساحة مشتركة بين الرؤية الماركسية للعدالة والتحررية اليمينة لروبرت نوزيك. ومع ذلك، بقدر ما ينتقد كوهين رولس لتعماله مع قوى الناس الشخصية كمجرد مورد خارجي إضافي لا يمكن لأي فرد أن يطالب الصحراء به، فهو يتهم نوزيك بتجاوز مفهوم الملكية الذاتية إلى «أطروحته» اليمينية للملكية الذاتية. ويرى كوهين أن خطأ نوزيك هو أن يضفي على مطالب الناس للاستيلاء بصورة مشروعة على الموارد الخارجية نفس القيمة الأخلاقية العائدة إلى ملكية الناس لأنفسهم. وبعبارة أخرى، فإن النزعة الملكية تسمح بظهور عدم المساواة بسبب الاختلاف في المواهب والاختلاف في الموارد الخارجية، ولكنها تفعل ذلك لأنها تفترض أن العالم «متوفر للاستحواذ»، ولذا من المنصف مصادرته باعتباره ملكية خاصة، دون أي قيود تقريبا.

## الانتقادات
هاجمت الماركسيةَ التحليلية عدة جهات، سواء ماركسية وغير ماركسية.

### المنهج
جادل عدد من النقاد أن الماركسية التحليلية نتجت من افتراضات منهجي ومعرفية خاطئة. في حين رفض الماركسيين التحليليين رفض  الماركسية «الجدلية التوجه» معتبرينها «هراء»، يرى الآخرون أن الطابع المميز للفلسفة الماركسية يفقد إذا أُوّلَت بشكل «غير جدلي». الميزة الحاسمة للفلسفة الماركسية هو أنهل ليست انعكاسا في الفكر عن العالم، كالمادية الخام، بل أنها تتدخل في العالم بهدف التطبيق العملي. ووفقا لهذه الرؤية، فإن الماركسية التحليلية تصنف النشاط الفكري بشكل خاطئ كأنها تحدث بمعزل عن الصراعات  التي تشكل دعائمها الاجتماعية والسياسية، وفي الوقت نفسه لا تفعل شيئا يذكر للتدخل في هذا الوضع. بالنسبة للماركسيين الجدليين فإن الماركسية التحليلية جوّفت الماركسية، وحولتها من مذهب منهجي للتحول الثوري إلى مجموعة منفصلة من الأطروحات التي تصمد أو تسقط بناء على اتساقها المنطقي وصحتها التجريبية.
أثار النقاد غير الماركسيين للماركسية التحليلية اعتراضات منهجية ضد إلستر وماركسيو الاختيار العقلاني، ادعى كارفر أن الفردية المنهجية ليست الشكل الوحيد الصحيح للتأويل في العلوم الاجتماعية، وأن الوظيفية في غياب الأسس الدقيقة يمكن أن تبقى وسيلة دراسة مقنعة ومثمرة، وأن الاختيار العقلاني ونظرية الألعاب بعيدان عن أن يكونا مقبولين عالميا كسبل سليمة أو مفيدة لنمذجة المؤسسات والسيرورات الاجتماعية.

### التاريخ
لاقى دفاع كوهين عن تأويل حتمي تكنولوجي للمادية التاريخية انتقادا واسعا، حتى من قبل الماركسيين التحليليين. إلى جانب أندرو ليفين، رأى رايت أنه في إسناد الأولية للقوى الإنتاجية (أطروحة التنمية)، تجاهل كوهين الدور الذي تلعبه الطبقات الفاعلة في عملية الانتقال من نماط إنتاج لآخر. بالنسبة للمؤلفين، فقد كانت الأولية لأشكال العلاقات الطبقية (علاقات الإنتاج) من حيث كيفية استخدام القوى المنتجة ومدى تطورها. لم يكن واضحا، على حد زعمهم، أن علاقات الإنتاج تتحول «أغلالا» بمجرد أن تكون القوى المنتجة قادرة على الحفاظ على مجموعة مختلفة من علاقات الإنتاج. وبالمثل، رفض الفيلسوف السياسي بجامعة كورنيل ريتشارد ميلر، رغم تعاطفه مع نهج كوهين التحليلي للماركسية، تأويل كوهين التكنولوجي للمادية التاريخية، وقد عارضه بما وصفه بتأويل «نمط الإنتاج» الذي وضع مزيدا من التركيز على دور الصراع الطبقي في الانتقال من نمط إنتاج إلى آخر. وقد عمم الفيلسوف الهولندي نيكولاس فروزاليس نقد ميلر، مشيرا إلى عدم إمكانية التمييز كوهين بين الخصائص المادية والاجتماعية للمجتمع بشكل جلي كما تتطلبه مادية كوهين.
وحاجج النقاد غير الماركسيين الآخرين بأن كوهين، تماشيا مع التقليد الماركسي، قلل من الدور الذي تلعبه البنية الفوقية القانونية والسياسية في تشكيل طبيعة القاعدة الاقتصادية. وأخيرا، تم الحكم على أنثروبولوجيا كوهين بأنها مشكوك في أمرها: اعتماد البشر على تكنولوجيا جديدة وأكثر إنتاجية ليست تابعة لعقلانية لا تاريخية، ولكنها تعتمد على مدى توافق هذه الأشكال من التكنولوجيا مع المعتقدات والممارسات الاجتماعية الموجودة من قبل. قبل كوهين بعض، وليس كل،  هذه الانتقادات في كتابه التاريخ، العمل والحرية (1988).
صياغة رومر الذي يرى أن سبب التغيير في نمط الإنتاج يعود إلى كونها غير منصفة وليس بسبب انعدام الكفاءة جلبت إليه النقد. أحد هذه الانتقادات هو أن حجته تعتمد على الملكية القانونية للإنتاج التي لا توجد إلا في أشكال متأخرة من المجتمع الطبقي بدلا من العلاقات الاجتماعية للإنتاج.

### العدل والسلطة
زعم العديد من الماركسيين [مبهم] أنه لا يمكن فهم الماركسية على أنها نظرية للعدالة بالمعنى الذي عناه الماركسيون التحليليون. مسألة العدالة لا يمكن أن ينظر إليها بمعزل عن أسئلة السلطة، أو من ميزان القوى الطبقي في ظرف معين. غير الماركسيين قد يستخدمون انتقادات مماثلة في نقدهم لنظريات العدالة الليبرالية في التقليد الرولسي. إذ يقولون أن النظريات فشلت في معالجة المشاكل في تكوين علاقات القوة في العالم المعاصر، وبذلك تظهر أنها ليست سوى ضرب من التمارين في المنطق. «العدل»، وفق هذا الرأي، هو كل ما يتم إنتاجه من خلال افتراضات النظرية. لا علاقة فعلية له بتوزيع السلطة والموارد في العالم.

## راجع أيضا
- نقد الماركسية
- مدرسة فرانكفورت
- الماركسية التحررية
- الفردانية المنهجية
- Neo-الماركسية
- الماركسية الغربية

## ببليوغرافيا
- Acton, H. B. (1955) The Illusion of the Epoch: Marxism-Leninism as a Philosophical Creed, Cohen and West.
- Carter, A. (1988) Marx: A Radical Critique. Boulder: Westview Press. ISBN 0-7108-0449-0
- Carver, T. and Thomas, P. (eds.) (1995) Rational Choice Marxism. London: MacMillan. ISBN 0-271-01463-6
- Cohen, G. A. (1978) Karl Marx's Theory of History: A Defence. Oxford: Oxford University Press. ISBN 0-691-02008-6
- Cohen, G. A. (1988) History, Labour, and Freedom: Themes from Marx. Oxford: Oxford University Press. ISBN 0-19-824816-4
- Cohen, G. A. (1995) Self-Ownership, Freedom, and Equality. Cambridge: Cambridge University Press. ISBN 0-521-47751-4
- Cohen, G. A. (2000a) Karl Marx's Theory of History: A Defence (Expanded Edition). Oxford: Oxford University Press. ISBN 0-19-924206-2
- Cohen, G. A. (2000b) If You're an Egalitarian, How Come You're So Rich? Cambridge, Mass.: Harvard University Press. ISBN 0-674-00218-0
- Elster, J. (1985) Making Sense of Marx. Cambridge: Cambridge University Press. ISBN 0-521-29705-2
- Elster, J. (1986) An Introduction to Karl Marx. Cambridge: Cambridge University Press. ISBN 0-521-33831-X
- Gordon, D. (1991) Resurrecting Marx: The Analytical Marxists on Freedom, Exploitation, and Justice. New Jersey: Transaction Publishers. ISBN 0-88738-390-4
- Hirst, P. (1985) 'G. A. Cohen's Theory of History', in Marxism and Historical Writing. London: Routledge. ISBN 0-7100-9925-8
- Husami, Z. I. (1980) 'Marx on Distributive Justice', in Marx, Justice, and History. Ed. M. Cohen, T. Nagel, and T. Scanlon. Princeton: Princeton University Press. ISBN 0-691-02009-4
- Levine, A. and Wright, E. O. (1980) 'Rationality and Class Struggle[وصلة مكسورة]', New Left Review 123.
- Mayer, T. F. (1994) Analytical Marxism. Thousand Oaks, California: Sage. ISBN 0-8039-4681-3
- Miller, D. (1996) London Review of Books, October 31, 1996.
- Miller, R. W. (1984) Analyzing Marx: Morality, Power, and History, Princeton University Press. ISBN 0-691-01413-2
- Przeworski, A. (1985) Capitalism and Social Democracy. Cambridge: Cambridge University Press. ISBN 0-521-26742-0
- Roberts, M. (1996) Analytical Marxism: A Critique. London: Verso. ISBN 1-85984-855-9
- Roemer, J. (1982) A General Theory of Exploitation and Class. Cambridge, Mass.: Cambridge University Press. ISBN 0-674-34440-5
- Roemer, J. (ed.) (1986) Analytical Marxism. Cambridge: Cambridge University Press.0-521-31731-2
- Tarrit, F. (2006) 'A Brief History, Scope and Peculiarities of "Analytical Marxism"', Review of Radical Political Economics 38.4.
- Van Parijs, P. (1993) Marxism Recycled. Cambridge: Cambridge University Press. ISBN 2-7351-0536-9
- Veneziani, R. (2010) 'Analytical Marxism'. Journal of Economic Surveys 26, 649-73.
- Vrousalis, N. (2015) The Political Philosophy of G.A. Cohen. London: Bloosmbury. ISBN 1-4725-2828-X
- Wood, A. (2004) Karl Marx. New York: Routledge. ISBN 0-415-31698-7
- Wright, E. O. (2003) 'Autobiographical Essay', in Stephen Turner and Alan Sica (eds.), A Disobedient Generation. Thousand Oaks, California: Sage Publications. ISBN 0-7619-4275-0